# Georgios Karageorgiou
Georgios Karageorgiou (grekiska: Γιώργος Καραγεωργίου), född 5 oktober 1934 på Thassos, Grekland, död 6 juni 2010 i Sverige, var en svensk TV-producent verksam vid Sveriges Television. Han var producent för bland annat Sportnytt, Sportspegeln och idrottsmästerskap arrangerade i Sverige, och även bildproducent för TV-sändningarna från fotbolls-VM 1994 i USA samt SVT:s samtliga OS-sändningar 1974-1994. Hans sista stora mästerskap var Världsmästerskapen i Friidrott 1997.